# Mihaela Melinte
Mihaela Melinte (Rumania, 27 de marzo de 1975) es una atleta rumana, especializada en la prueba de lanzamiento de martillo, en la que llegó a ser campeona mundial en 1999.

## Carrera deportiva
En el Mundial de Sevilla 1999 ganó la medalla de oro en el lanzamiento de martillo, con una marca de 75.20 metros, quedando por delante de la rusa Olga Kuzenkova (plata con 75.26 metros) y Lisa Misipeka de Samoa Americana (bronce con 66.06 metros)